# Hydraschema petila
Hydraschema petila là một loài bọ cánh cứng trong họ Cerambycidae.